# Maria Bianca Cita
 (octobre 2021).
Maria Bianca Cita Seroni, née le 12 septembre 1924 à Milan et morte en août 2024, est une experte italienne en stratigraphie, micropaléontologie et géologie marine.
Elle est notamment connue pour sa contribution fondamentale à la compréhension de la crise de salinité messinienne qu'elle a documentée  et expliquée.

## Biographie
Maria Bianca Cita est diplômée en géologie de l'Université de Milan en 1946.
Elle devient professeur titulaire de géologie à l'Université de Milan en 1964.
À partir de 1968,  elle entame son parcours de recherche centré sur la micropaléontologie marine.
Au début des années 1970, à partir d'une expédition d'explorations des fonds sous-marins de la Méditerranée à bord du navire Glomar Challenger, Maria Bianca Cita documente systématiquement et explique pour la première fois le phénomène géologique à l'origine d'un assèchement de la mer Méditerranée, au Miocène supérieur. Cet assèchement qui a duré 630 000 ans, de 5,96 à 5,33 millions d'années (Ma) avant le présent se traduit notamment par d'épais dépôts de sel et est connu sous le nom de crise de salinité messinienne. Cette théorie explique aujourd'hui de nombreuses anomalies géologiques sur tout le pourtour de la Méditerranée qui étaient restées préalablement inexpliquées.
De 1982 à 1988, elle est directrice du Département des sciences de la Terre de l'université de Milan.
En 1986, elle remporte le prix Antonio-Feltrinelli de l'académie de Lincei. 
En 1989-1990, Maria Bianca Cita est la première femme à occuper le poste de présidente de la Société géologique italienne.
Elle est l'auteure de plus de 200 publications scientifiques.

## Écrits
- (it) Micropaleontologia (1964), Éditeur Goliardica, Milano